# René Lavocat
Pour les articles homonymes, voir Lavocat.
René Lavocat (Commercy, 24 août 1909 - Le Grau-du-Roi, 9 août 2007) est un paléontologue français et l'un des spécialistes européens majeurs des vertébrés fossiles du siècle dernier. Sa spécialité était les mammifères, en particulier ceux de petite taille.

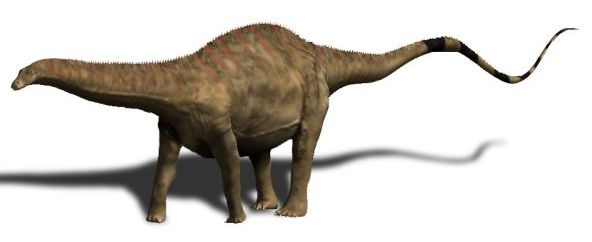
Reconstitution de Rebbachisaurus

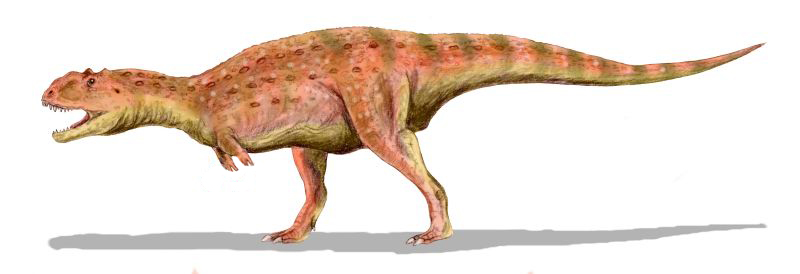
Reconstitution de Majungasaurus crenatissimus

Il a décrit plusieurs genres de dinosaures africains, dont le Sauropode Rebbachisaurus. L'abbé René Lavocat devient paléontologue au Muséum national d'histoire naturelle de Paris et correspondant du British Museum de Londres. Patronné par Jean Piveteau, il travaille d'abord sous la direction de Camille Arambourg, et commence à publier ses travaux sur le groupe des rongeurs pendant la Seconde Guerre mondiale.
René Lavocat fait partie du groupe d’ecclésiastiques de la fin du XIXe et du début XXe siècle, universitaires de haut niveau et paléontologues (comme l’abbé Breuil, Teilhard de Chardin et quelques autres), tous désolés du Fixisme défini dans la Bible et affiché par l’Église, et donc intéressés par l’évolution des espèces, par la collecte des fossiles et la reconstitution de l’histoire des êtres vivants. René Lavocat était d’ailleurs un grand admirateur de Darwin.
Au total sa carrière fut importante. Il est l’auteur de plus de 150 publications scientifiques. Il devint docteur ès sciences, professeur au Museum de Paris puis, à Montpellier, directeur d’un laboratoire attaché à l'École pratique des hautes études. Il fut aussi correspondant du British Museum et membre de l’Académie des Sciences et Lettres de Montpellier.

## Découvertes paléontologiques

### En Afrique
Désireux de tenter des recherches paléontologiques en Afrique afin d’y trouver des mammifères oligocènes, l’abbé René Lavocat, vivement approuvé et soutenu par son Directeur de laboratoire le Professeur Camille Arambourg, sollicita et obtint en 1947 du CNRS une mission qui allait le conduire dans le désert algéro-marocain.
Après un parcours à pied (et en voiture) de plus de dix mille kilomètres dans les hammadas des confins algéro-marocains durant trois hivers (1948-1949, 1949-1950 et 1950-1951), il n’y trouva pas les mammifères oligocènes escomptés mais une riche faune de vertébrés crétacés dont probablement des Spinosauridae. Sa première note concernant cette faune est publiée en 1948 dans les Comptes Rendus Sommaires de la Société géologique de France où il explique la découverte d’un important gisement de reptiles (dinosaures et crocodiles) et de poissons dans le soubassement crétacé de la Hammada du Guir. Une seconde note apparaît en 1949 dans la même revue où Lavocat étend le gisement jusqu’au Sud-Ouest des Kem Kem et situe précisément plusieurs gisements particulièrement riches en une faune qui est semblable sur tous les sites.
Après avoir publié d’autres notes sur la géologie et l’âge des Hammadas du Sud marocain, il mentionne en 1951 la découverte d’un grand dinosaurien sauropode dans le Crétacé non loin de l’Oued Bou Haïara, au pied du versant sud de la Gara Sba.
Durant l’hiver 1951-1952, il retourne sur ce même gisement et achève, grâce au moyen matériel et aux hommes que lui met à sa disposition le Service Géologique du Maroc, la fouille du gisement de dinosaures. Ce dernier n’est qu’une petite lentille fossilifère qui est très rapidement fouillée ne permettant de mettre au jour que quelques ossements supplémentaires. Il fait en 1954 un compte rendu de ces découvertes faites dans trois gisements des Kem Kem (Tabroumit, Kouah Trick et Gara es-Sba).